# Софи Доротеа фон Брауншвайг-Люнебург
Софи Доротеа фон Брауншвайг-Люнебург (16 март 1687 – 28 юни 1757) е принцеса на Хановер, член на британското кралско семейство и кралица на Прусия (1713 – 1740), съпруга на крал Фридрих Вилхелм I Пруски.

## Биография
София Доротея е родена на 16 март 1687 в Хановер, Княжество Каленберг. Тя е единствената дъщеря на херцог Георг Лудвиг фон Брауншвайг-Люнебург, бъдещия крал на Обединеното кралство Джордж I (1660 – 1727)), и съпругата му принцеса София Доротея фон Брауншвайг-Люнебург-Целе (1666 – 1726), дъщеря на херцог Георг Вилхелм фон Брауншвайг-Люнебург (1624 – 1705). През октомври 1698 г. баща ѝ Георг Лудвиг е избран за курфюрст на Хановер. Оттогава София Доротея започва да се нарича София Доротея Хановерска.
На 28 ноември 1706 г. София Доротея се омъжва за братовчед си, наследника на пруския престол – принц Фридрих Вилхелм Пруски. Така София-Доротея започва да се титулува: принцесата на Прусия.
През 1713 г. Фридрих Вилхелм Пруски се възкачва на пруския престол като крал Фридрих Вилхелм I, а София Доротея е обявена за кралица на Прусия.

## Деца
София Доротея ражда на крал Фридрих Вилхелм I четиринадесет деца, от които оцеляват само единадесет:
- Фридрих Лудвиг (1707 – 1708)
- Вилхелмина (1709 – 1758), ∞ 1731 за маркграф Фридрих III фон Бранденбург-Байройт
- Фридрих Вилхелм (1710 – 1711)
- Фридрих II (1712 – 1786), ∞ 1732 за Елизабет Кристина фон Брауншвайг-Беферн
- Шарлота (1713 – 1714)
- Фридерика Луиза (1714 – 1784), ∞ 1729 за маркграф Карл Вилхелм Фридрих фон Бранденбург-Ансбах
- Филипина Шарлота (1716 – 1801), ∞ 1733 за херцог Карл I фон Брауншвайг-Волфенбютел
- Карл (* 1717; † 1719)
- София Доротея Мария (1719 – 1765), ∞ 1734 за Фридрих Вилхелм, маркграф на Бранденбург-Швет
- Луиза Улрика (1720 – 1782), ∞ кралица на Швеция, 1744 съпруга на крал Адолф Фредерик
- Август Вилхелм (1722 – 1758), ∞ 1742 за Луиза Амалия фон Брауншвайг-Волфенбютел
- Анна Амалия (1723 – 1787), абатеса на Кведлинбург
- Хайнрих (1726 – 1802), ∞ 1752 за Вилхелмина фон Хесен-Касел
- Август Фердинанд (1730 – 1813), ∞ 1755 за Анна Елизабет Луиза фон Бранденбург-Швет

Крал Фридрих Вилхелм I умира на 31 май 1740, а на престола се възкачва Фридрих II, синът на София Доротея.
София Доротея умира на 28 юни 1757 в двореца Монбижу в Берлин, Прусия.

## Титли
- 1687 – 1692 – Нейна Светлост, херцогиня София-Доротея фон Брауншвайг-Люнебург
- 1692 – 1706 – Нейна Светлост, принцеса София-Доротея Хановерска
- 1706 – 1713 – Нейно Кралско Височество, принцесата на Прусия, София-Доротея
- 1713 – 1740 – Нейно Кралско Величество, кралицата на Прусия
- 1740 – 1757 – Нейно Кралско Величество, кралицата майка на Прусия